# Мун Ин Гук
Мун Ин Гук (кор. 문인국?, 文人國?; 29 сентября 1978, Нампхо, провинция Пхёнан-Намдо, КНДР) — северокорейский футболист. Выступал в сборной КНДР.

## Карьера

### Клубная
С 2004 года выступает в Северокорейской лиге за клуб «25 апреля», который становился чемпионом страны в 2005 году.

### В сборной
В составе главной национальной сборной КНДР дебютировал 31 марта 2004 года, выйдя на замену на 54-й минуте проходившего в Пхеньяне матча отборочного турнира к чемпионату мира 2006 года против сборной ОАЭ, всего провёл в том розыгрыше 8 встреч. Затем сыграл 14 матчей в отборочном турнире к чемпионату мира 2010 года, забил 2 гола: 11 февраля 2009 года в проходившем в Пхеньяне матче против сборной Саудовской Аравии (причём его гол стал единственным в матче) и 28 марта 2009 года в проходившем снова в Пхеньяне матче против сборной ОАЭ.
В 2010 году Мун был включён в заявку команды на финальный турнир чемпионата мира в ЮАР, где сыграл во всех 3-х матчах сборной.

## Достижения
- Чемпион КНДР (1): 2005

## Характеристика
Хорошо исполняет стандартные положения.